# Lazzaro Tavarone
Lazzaro Tavarone (ur. 1556 w Genui, zm. 1641) – malarz włoski, tworzący w okresie późnego renesansu i manieryzmu, działał głównie w rodzinnej Genui i Hiszpanii.
Był uczniem Luki Cambiasiego. Razem ze swoim mistrzem odwiedził Hiszpanie w 1583 roku, gdzie uczestniczył w dekorowaniu Escorialu na zlecenia króla Filipa II. Wśród jego dzieł namalowanych na zlecenie dworu wyróżnia się fresk ukazujący bitwę pod La Higuerela. W 1594 powrócił do Genui, gdzie zyskał uznanie jako portrecista i malarz historyczny. Do jego najważniejszych dzieł zalicza się m.in. Męczeństwo św. Wawrzyńca, fresk zrealizowany dla miejscowej katedry.